# U-230
Unterseeboot 230 foi um submarino alemão do Tipo VIIC, pertencente a Kriegsmarine que atuou durante a Segunda Guerra Mundial.

## Comandantes
| Comandante                 | Data                                         |
| -------------------------- | -------------------------------------------- |
| Kptlt. Paul Siegmann       | 24 de outubro de 1942 - 11 de agosto de 1944 |
| Oblt. Heinz-Eugen Eberbach | 12 de agosto de 1944 - 21 de agosto de 1944  |

## Subordinação
Durante o seu tempo de serviço, esteve subordinado às seguintes flotilhas:
| Período                                         | Flotilha                                   |
| ----------------------------------------------- | ------------------------------------------ |
| 24 de outubro de 1942 - 31 de janeiro de 1943   | 5. Unterseebootsflottille (treinamento)    |
| 1 de fevereiro de 1943 - 30 de novembro de 1943 | 9. Unterseebootsflottille (serviço ativo)  |
| 1 de dezembro de 1943 - 21 de agosto de 1944    | 29. Unterseebootsflottille (serviço ativo) |

## Operações conjuntas de ataque
O U-230 participou das seguinte operações de ataque combinado durante a sua carreira:
- Rudeltaktik Burggraf (24 de fevereiro de 1943 - 5 de março de 1943)
- Rudeltaktik Westmark (6 de março de 1943 - 11 de março de 1943)
- Rudeltaktik Drossel (29 de abril de 1943 - 15 de maio de 1943)